# Gerardus Jacobus van der Plaats
Gerardus Jacobus van der Plaats (* 8. Oktober 1903 in Utrecht; † 3. April 1995 in Maastricht) war ein niederländischer Radiologe. Er befasste sich mit der Grundlagenarbeit auf dem Gebiet der Röntgen-Kontakttherapie und galt als Förderer internationaler Beziehungen.

## Leben
Van der Plaats wurde als viertes Kind des gleichnamigen Vaters und seiner Gattin Johanna Juliana Stauffenbeil geboren.
Sein Studium der Medizin absolvierte er bis 1928 an der Rijksuniversiteit Utrecht. Danach erfolgte die Fortbildung zum Radiologen in Utrecht, am Holzknecht-Institut in Wien und am Hohlfelder-Institut in Frankfurt am Main.
Als Radiologe war er zunächst von 1930 bis 1936 bei Philips, und gleichzeitig in einer Klinik in Eindhoven tätig, danach in der radiologischen Abteilung des Klinikums Calvariënberg, und in dem späteren akademischen Klinikum St. Annadal der Universität Maastricht. 1938 promovierte er und arbeitete in der klinischen Radiologie bis 1968. In dieser Zeit war er von 1955 bis 1958 Lehrstuhlinhaber für Radiologie an der Reichsuniversität Groningen.
Für seine Verdienste wurde er unter anderem 1962 mit der Röntgen-Plakette der Stadt Remscheid ausgezeichnet.
Van der Plaats hinterließ drei Töchter. Sein Leichnam wurde am 8. April 1995 im Familiengrab auf dem Friedhof St. Pieter in Maastricht beigesetzt.